# جام صلح ۲۰۰۹
جام صلح اندلس ۲۰۰۹ یک تورنمنت فوتبال دوستانه بود. این چهارمین دوره جام صلح بود و از ۲۴ ژوئیه تا ۲ اوت در اسپانیا در شهرهای مادرید، سویا، مالاگا، خرز و اوئلوا برگزار شد. این اولین باری بود که این تورنمنت توسط کشوری غیر از کره جنوبی میزبانی می‌شد. برنده این تورنمنت استون ویلا بود که در فینال یوونتوس را شکست داد. آنها جانشین لیون شدند که با قهرمانی در نسخه ۲۰۰۷، دارنده عنوان قهرمانی این تورنمنت بودند. این یکی از هفت تورنمنت دوستانه پیش فصل ۲۰۰۹ بود، سایر تورنمنت‌ها عبارتند از جام امارات، لیگ برتر جام آسیا، چالش جهانی فوتبال، جام ومبلی، تورنمنت آمستردام و جام آئودی.
چندین بازیکن اولین گل‌های خود را برای باشگاه‌های جدید در مسابقات جام صلح ۲۰۰۹ به ثمر رساندند، اگرچه این گل‌ها بر آمار فصل عادی آنها تأثیری ندارد. این بازیکنان شامل کریستیانو رونالدو بودند که اولین گل خود را برای رئال مادرید به ثمر رساند، دیگو اولین گل خود را برای یوونتوس در جام صلح به ثمر رساند و مارک آلبرایتون اولین گل خود را برای استون ویلا در جام صلح به ثمر رساند. استیلیان پتروف از استون ویلا در مرحله گروهی این مسابقات دچار دررفتگی شانه شد که او را مجبور کرد مدت زمان قابل توجهی را به دلیل مصدومیت از دست بدهد.

## تیم‌ها
۱۲ تیم زیر به مسابقات دعوت شدند:
| تیم                   | لیگ                              |
| --------------------- | -------------------------------- |
| مالاگا                | لا لیگا ۱۰–۲۰۰۹                  |
| رئال مادرید           | لا لیگا ۱۰–۲۰۰۹                  |
| سویا                  | لا لیگا ۱۰–۲۰۰۹                  |
| الاتحاد               | لیگ حرفه‌ای عربستان سعودی ۱۰–۲۰۰۹ |
| استون ویلا            | لیگ برتر ۱۰–۲۰۰۹                 |
| آتلانتی               | لیگ برتر مکزیک ۱۰–۲۰۰۹           |
| بشیکتاش               | سوپر لیگ ۱۰–۲۰۰۹                 |
| یوونتوس               | سری آ ۱۰–۲۰۰۹                    |
| ال‌دی‌‌یو کیتو           | سری آ اکوادور ۲۰۰۹               |
| لیون                  | لیگ ۱ ۱۰–۲۰۰۹                    |
| پورتو                 | لیگ برتر پرتغال ۱۰–۲۰۰۹          |
| سئونگنام ایلهوا چونما | کی‌لیگ ۲۰۰۹                       |

## ورزشگاه‌ها
پس از برگزاری سه دوره قبلی مسابقات در کره جنوبی، کمیته جام صلح تصمیم گرفت که این مسابقات توسط کشور دیگری میزبانی شود. در سال ۲۰۰۷، برگزارکنندگان جام صلح با وزارت ورزش اندلس و فدراسیون فوتبال اندلس ارتباط برقرار کردند و پس از بحث و گفتگو با جامعه خودمختار اندلس، شهرهای سویا، مالاگا، اوئلوا و خرز را برای میزبانی جام صلح ۲۰۰۹ پیشنهاد دادند.
در ۱۹ دسامبر ۲۰۰۷، در یک کنفرانس مطبوعاتی در سویا اعلام شد که تعداد تیم‌ها به ۱۲ تیم افزایش خواهد یافت. همچنین تأیید شد که رئال مادرید و سویا در این مسابقات بازی خواهند کرد. کمیته جام صلح به مذاکره با سایر باشگاه‌های "بزرگ" ادامه داد و تا ۱۳ آوریل ۲۰۰۹، هشت باشگاه شرکت کننده دیگر مانند یوونتوس، مالاگا، لیون، استون ویلا، سلتیک، پورتو، فنرباغچه و ال‌دی‌یو کیتو اعلام شدند. با این حال، سلتیک و فنرباغچه به دلیل تداخل با مسابقات مقدماتی لیگ قهرمانان اروپا مجبور به انصراف شدند. آنها به ترتیب با آتلانتی و بشیکتاش جایگزین شدند.
محل رسمی برگزاری این مسابقات اندلس بود، با این حال برخی از مسابقات در مادرید برگزار شد.
| سویا                        | سویا                  | مالاگا                   |
| --------------------------- | --------------------- | ------------------------ |
| ورزشگاه رامون سانچز پیس‌خوان | ورزشگاه ده لا کارتوخا | ورزشگاه ال روسالدا       |
| گنجایش: ۴۲,۶۴۹              | گنجایش: ۵۷,۶۱۹        | گنجایش: ۲۸,۹۶۳           |
|                             |                       |                          |
|                             |                       |                          |
| خرز                         | اوئلوا                | مادرید                   |
| ورزشگاه مونیفیپال چاپین     | ورزشگاه جدید کلمبینو  | ورزشگاه سانتیاگو برنابئو |
| گنجایش: ۲۰,۳۰۰              | گنجایش: ۲۱,۶۷۰        | گنجایش: ۸۰,۳۵۴           |
|                             |                       |                          |

## جایزه
قهرمان و نایب قهرمان علاوه بر جوایز نقدی مربوطه، جام را نیز دریافت کردند.
- قهرمانان: ۲،۰۰۰،۰۰۰€
- نایب قهرمان: ۱،۰۰۰،۰۰۰€
- مقام‌های سوم و چهارم: ۵۰۰،۰۰۰€

## مرحله گروهی
۱۲ تیم به چهار گروه سه تیمی تقسیم شدند. هر تیم در مرحله گروهی دو مسابقه انجام داد و برندگان هر گروه به مرحله حذفی راه یافتند. قرعه‌کشی جام صلح ۲۰۰۹ در ۱۶ آوریل ۲۰۰۹ در سویا برگزار شد.

### گروه A
| تیم                   | بازی | برد | مساوی | باخت | گل زده | گل خورده | گل تفاضل | امتیاز | صلاحیت             |
| --------------------- | ---- | --- | ----- | ---- | ------ | -------- | -------- | ------ | ------------------ |
| یوونتوس               | ۲    | ۲   | ۰     | ۰    | ۵      | ۱        | ۴+       | ۶      | صعود به نیمه نهایی |
| سویا                  | ۲    | ۰   | ۱     | ۱    | ۱      | ۲        | ۱−       | ۱      |                    |
| سئونگنام ایلهوا چونما | ۲    | ۰   | ۱     | ۱    | ۰      | ۳        | ۳−       | ۱      |                    |

| سویا         | ۱–۲    | یوونتوس                       |
| ------------ | ------ | ----------------------------- |
| اسکیلاچی ۸۱' | Report | - آمائوری ۲۶' - یاکویینتا ۶۴' |

| سویا | ۰–۰    | سئونگنام ایلهوا چونما |
| ---- | ------ | --------------------- |
|      | Report |                       |

| یوونتوس                                   | ۳–۰    | سئونگنام ایلهوا چونما |
| ----------------------------------------- | ------ | --------------------- |
| - یاکویینتا ۴۰' - دیگو ۵۲' - لگروتالی ۷۰' | Report |                       |

### گروه B
| تیم         | بازی | برد | مساوی | باخت | گل زده | گل خورده | گل تفاضل | امتیاز | صلاحیت             |
| ----------- | ---- | --- | ----- | ---- | ------ | -------- | -------- | ------ | ------------------ |
| رئال مادرید | ۲    | ۱   | ۱     | ۰    | ۵      | ۳        | ۲+       | ۴      | صعود به نیمه نهایی |
| ال‌دی‌یو کیتو | ۲    | ۱   | ۰     | ۱    | ۵      | ۵        | ۰        | ۳      |                    |
| االاتحاد    | ۲    | ۰   | ۱     | ۱    | ۲      | ۴        | ۲−       | ۱      |                    |

| ال‌دی‌یو کیتو                           | ۳–۱    | الاتحاد   |
| ------------------------------------- | ------ | --------- |
| - ریاسکو ۲۰' - آمبروسی ۴۲' - گراف ۷۲' | Report | کریری ۷۴' |

| رئال مادرید | ۱–۱    | الاتحاد     |
| ----------- | ------ | ----------- |
| رائول ۵۵'   | Report | بوشروان ۶۳' |

| رئال مادرید                                                    | ۴–۲    | ال‌دی‌یو کیتو     |
| -------------------------------------------------------------- | ------ | --------------- |
| - رونالدو ۴۸' (پنالتی) - گرانرو ۵۲' - متزلدر ۷۱' - نگردو ۹۰+۲' | Report | ا. ورا ۶۸'، ۸۶' |

### گروه C
| تیم        | بازی | برد | مساوی | باخت | گل زده | گل خورده | گل تفاضل | امتیاز | صلاحیت             |
| ---------- | ---- | --- | ----- | ---- | ------ | -------- | -------- | ------ | ------------------ |
| استون ویلا | ۲    | ۱   | ۰     | ۱    | ۳      | ۲        | ۱+       | ۳      | صعود به نیمه نهایی |
| آتلانتی    | ۲    | ۱   | ۰     | ۱    | ۴      | ۴        | ۰        | ۳      |                    |
| مالاگا     | ۲    | ۱   | ۰     | ۱    | ۲      | ۳        | ۱−       | ۳      |                    |

| مالاگا      | ۱–۰    | استون ویلا |
| ----------- | ------ | ---------- |
| فرناندو ۷۹' | Report |            |

| مالاگا   | ۱–۳    | آتلانتی                              |
| -------- | ------ | ------------------------------------ |
| لوکه ۲۴' | Report | - پریرا ۱۶' - مارکس ۶۶' - برمودز ۷۲' |

| استون ویلا                               | ۳–۱    | آتلانتی              |
| ---------------------------------------- | ------ | -------------------- |
| - آلبرایتون ۳۸' - کارو ۴۸' - ا. یانگ ۶۲' | Report | دیویس ۱۹' (گل‌به‌خودی) |

### گروه D
| تیم     | بازی | برد | مساوی | باخت | گل زده | گل خورده | گل تفاضل | امتیاز | صلاحیت             |
| ------- | ---- | --- | ----- | ---- | ------ | -------- | -------- | ------ | ------------------ |
| پورتو   | ۲    | ۱   | ۱     | ۰    | ۲      | ۰        | ۲+       | ۴      | صعود به نیمه نهایی |
| بشیکتاش | ۲    | ۰   | ۲     | ۰    | ۱      | ۱        | ۰        | ۲      |                    |
| لیون    | ۲    | ۰   | ۱     | ۱    | ۱      | ۳        | ۲−       | ۱      |                    |

| لیون        | ۱–۱    | بشیکتاش   |
| ----------- | ------ | --------- |
| شلستروم ۶۳' | Report | نوبری ۸۴' |

| لیون | ۰–۲    | پورتو        |
| ---- | ------ | ------------ |
|      | Report | هالک ۹'، ۷۵' |

| بشیکتاش | ۰–۰    | پورتو |
| ------- | ------ | ----- |
|         | Report |       |

## مرحله حذفی

### نیمه نهایی
| پورتو             | ۱–۲    | استون ویلا             |
| ----------------- | ------ | ---------------------- |
| هالک ۹۰' (پنالتی) | Report | - هسکی ۱۴' - سیدول ۳۷' |

| یوونتوس                          | ۲–۱    | رئال مادرید          |
| -------------------------------- | ------ | -------------------- |
| - کاناوارو ۳' - صالح حمیدزیچ ۴۹' | Report | رونالدو ۴۲' (پنالتی) |

### فینال
| استون ویلا                                    | ۰–۰ (و.ا.) | یوونتوس                                                 |
| --------------------------------------------- | ---------- | ------------------------------------------------------- |
|                                               | Report     |                                                         |
| ضربات پنالتی                                  |            |                                                         |
| - بنن - سیدول - لوری - ا. یانگ - هرد - کوئلار | ۴–۳        | - یاکویینتا - ترزگه - آمائوری - ملو - دل‌پیرو - لگروتالی |